# شهرستان پاتنم (نیویورک)
شهرستان پاتنم، نیویورک (به انگلیسی: Putnam County, New York) یک سکونتگاه مسکونی در ایالات متحده آمریکا است که در ایالت نیویورک واقع شده‌است.

## خصوصیات
شهرستان پوتنام ۶۳۷٫۱۴ کیلومترمربع مساحت دارد.